# Sportel
Sportel (flertal sportler) var en afgift der erlagdes som vederlag for den ulejlighed og udgift, der påførtes en statsinstitution, når den sattes i bevægelse i enkeltmands særlige interesse, således f.eks. når en mand anlagde en civil sag mod en anden, lod en notarialhandling foretage eller udtog en bevilling.
Sportel er en ældgammel afgift i Danmark og Norge og indbragte betydelige summer; hvor store disse tidligere har været, kan dog ej angives, da sportler tidligere for størstedelen ikke indgik i statskassen, men tilfaldt de embedsmænd, der udførte de pågældende forretninger, som en del af deres lønning.
Dette ophørte ifølge særlig lov af 19. februar 1861 om lønninger for retsbetjente og magistratsembeder, idet embedsmændene for størstedelen blev sat på fast lønning, mens sportlerne i stedet gik direkte i statskassen under benævnelsen "afgifter".
Som følge heraf voksede statskassens direkte indtægt af sporlter stærkt. Mens den således for Danmarks vedkommende 1772 angives kun til 175000 kr. og 1845 til 470000
kr., udgjorde indtægten af retssportlerne (ɔ: af processer, fogedforretninger, tinglæsninger, skifter, auktioner og notarialforretninger) omkring 1920 cirka 10 mio. kr. årligt, og af
departementssportlerne (ɔ: gebyrer af bevillinger, ekspeditioner m. m.) cirka 1/2 mio. kr. årligt.
Grundreglerne for sportelvæsenet indeholdtes i det ældre sportelreglement af 22. marts 1814.